# 이날, 이때, 이즈음에....
《이날, 이때, 이즈음에....》는 대한민국의 모던 록 밴드인 유앤미 블루의 멤버인 이승열의 첫 번째 정규 솔로음반이다. 수록곡 중 〈기다림〉은 영화 《…ing》에, 〈비상〉은 《원더풀 데이즈》에 삽입되었다.

## 수록곡
전체 작사: 이승열
| #             | 제목                               | 작곡           | 재생 시간 |
| ------------- | ---------------------------------- | -------------- | --------- |
| 1.            | 〈5 am〉                           | 이승열         | 4:47      |
| 2.            | 〈다행 - 믿어지니?〉               | 이승열         | 3:54      |
| 3.            | 〈Secret〉                         | 이승열         | 4:06      |
| 4.            | 〈아무일도 없던 것처럼...〉        | 이승열         | 4:36      |
| 5.            | 〈My 발라드〉                      | 이승열         | 4:50      |
| 6.            | 〈기다림〉 (영화 《…ing》 주제곡)  | 이승열         | 3:38      |
| 7.            | 〈흘러가는 시간, 잊혀지는 기억들〉 | 이승열, 방준석 | 4:36      |
| 8.            | 〈Mo Better Blues〉                | 이승열         | 4:13      |
| 9.            | 〈이날, 이때, 이즈음에....〉       | 이승열         | 4:00      |
| 10.           | 〈분〉 (憤)                        | 이승열, 최훈   | 4:31      |
| 11.           | 〈내 안에 따스한〉                 | 이승열         | 4:30      |
| 12.           | 〈비상〉 (원더풀데이즈 주제곡)     | 강현민         | 4:22      |
| 13.           | 〈푸른 너를 본다〉                 | 이승열         | 4:18      |
| 총 재생 시간: | 총 재생 시간:                      | 총 재생 시간:  | 56:41     |